# Walter Staudacher
Walter Staudacher (* 3. Oktober 1900 im Schloss Taxis (Trugenhofen); † 4. Februar 1968 in Berlin) war ein deutscher Diplomat.

## Leben
Walter Staudacher war Sohn des im Dienste von Albert Maria Fürst von Thurn und Taxis stehenden Försters Walter Staudacher sen. (1871–1933), der sich Anfang des 20. Jahrhunderts als Pionier des Naturschutzes am baden-württembergischen Federsee verdient gemacht hat; noch heute trägt das dortige Federsee-Banngebiet seinen Namen.
Walter Staudacher jun. wuchs in Buchau am Federsee auf und besuchte von September 1914 bis November 1918 die Preußische Hauptkadettenanstalt in Berlin. Nach seiner Promotion im März 1923 als Doktor der Staatswissenschaften schlug er die Diplomatenlaufbahn ein.
Im Dezember 1925 trat er in den Diplomatischen Dienst. Zunächst war er ab 1928 in Teheran unter dem Gesandten Friedrich-Werner Graf von der Schulenburg als Legationssekretär tätig. Von 1930 bis 1935 wurde Staudacher als Vizekonsul in Posen im Referat für Abwanderung und Verdrängung der deutschen Minderheit eingesetzt. Am 1. Mai 1933 trat er auf Anraten des Außenministers Konstantin Freiherr von Neurath der NSDAP bei. Im März 1936 erhielt er die Akkreditierung an der Gesandtschaft Pretoria, wo er in Konflikt mit der Auslandsorganisation der NSDAP (AO) geriet und demzufolge im April 1938 als Referatsleiter der Presseabteilung des Auswärtigen Amtes nach Berlin zurückgerufen wurde.
Seine Beziehung zu einer Polin, seiner späteren Ehefrau Klotylda Lubierska, brachte ihn ab 1937 in Schwierigkeiten mit der NSDAP.
Im August 1939 gehörte er zur Delegation, die Außenminister Joachim von Ribbentrop zum deutsch-sowjetischen Nichtangriffspakt nach Moskau begleitete.
Nach einem Verhör Staudachers und seiner polnischen Partnerin und Mutter des ersten gemeinsamen Kindes durch die Gestapo im September 1941 entsandte ihn sein Vorgesetzter, Pressechef Paul Carl Schmidt (Pseudonym Paul Carell), in das neutrale Schweden, wo Staudacher als Gesandtschaftsrat und Presseleiter von Mai 1942 bis Dezember 1943 in Stockholm akkreditiert war. Ihn aus der Schusslinie zu nehmen, war ganz im Sinne des Auswärtigen Amtes, das sich unter Außenminister Joachim von Ribbentrop gegen die zunehmende Einflussnahme der NSDAP wehrte.
Zum Warschauer Aufstand von 1944 delegierte Gustaf Braun von Stumm, stellvertretender Leiter der Nachrichten- und Presseabteilung des Auswärtigen Amtes, Walter Staudacher zu Vermittlungsgesprächen nach Warschau.

### Nach 1945
Während der Nachkriegszeit bewarb sich der mit Frau und inzwischen drei Kindern nach Niederbayern evakuierte Walter Staudacher im November 1948 um das Bürgermeisteramt in Isny, wogegen der damalige Bürgermeister Hermann Kinkele erfolgreich protestierte.
Ab 1949/50 bemühte sich Staudacher, nunmehr als Legationsrat z.Wv. (zur Wiederverwendung), trotz erfolgter Entnazifizierung vergeblich um eine Wiedereinstellung im Auswärtigen Amt. Auch sein Ansuchen auf Wiedergutmachung blieb erfolglos. Halbe Zusagen, Hinhaltungen, Absagen und Diffamierung charakterisierten jene Jahre.
Während der Auseinandersetzungen mit dem Auswärtigen Amt stieß er im April 1955 auf den neuen Personalchef Franz Nüßlein und brachte durch eigene Recherchen und Dokumentationen dessen NS-Vergangenheit als Richter in Prag ans Licht.
Im Juni 1956 reichte Staudacher Klage gegen das Auswärtige Amt ein. Nach jahrelangen gerichtlichen Auseinandersetzungen während der Ära Adenauer kam es am 30. Dezember 1960 zwischen Staudacher und dem Auswärtigen Amt zum Vergleich. Nunmehr war Staudacher Legationsrat a. D.
Nach langer Krankheit starb er am 4. Oktober 1968.

## Schriften
- Die württembergische Torfwirtschaft in der Kriegs- und Nachkriegszeit unter besonderer Berücksichtigung der Torfindustrie und ihrer Probleme Dissertation, Tübingen 1923
- Führer durch Buchau und das Federseeried. Verlag August Sandmaier, Buchau 1925